# 城池

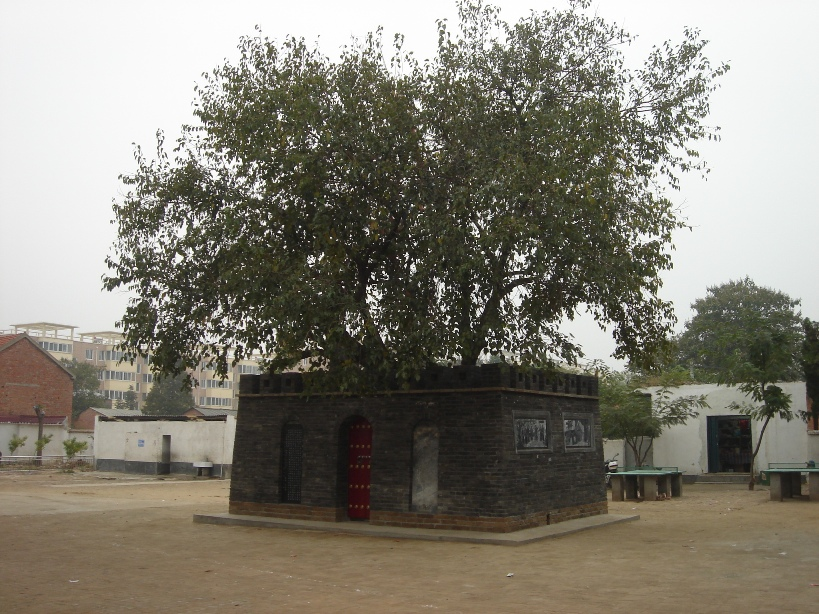
新野汉桑城世界上“最小的城池”，傳為關羽所建為補償赤兔馬所吃掉的桑樹主人，重栽桑樹後建城保護該樹。

城池，或稱為城郭，簡稱為城，是在中國、韓國等東亞國家古代的軍事防禦建築，后来也成为了古代城市的代名词。《礼记·礼运》记载：“城郭沟池以为固。”因此，城池包括了城墙和護城河，其中“城”指的是城墙及城墙上的门楼、角楼等，“池”指的是护城河。為保護百姓生命財產安全，築城是東亞國家的傳統；與歐洲國家比較起來，東亞的城郭規模一般較大。

## 发展历史
东亚地区目前已知最早的城池遗迹是中国的城头山遗址，建于约6000多年前，早于埃及建城1000多年，具有1000多米长的城墙、东南西北四座城门、以及一条40米宽的护城河，还发掘出来已知最古老的稻田遗迹；虽有具有完整的城池，但也有人争议其不属于城市。龙山文化时期的藤花落遗址则具备完整的内城、外城、和护城河。建立于5000多年前的良渚古城，不仅具有城墙和护城河，还建有配套的水坝的设施，规模不亚于殷墟，也被称为“中华第一城”。
《汉书·高帝纪下》，高祖六年（公元前201年）冬十月，“令天下县邑城。”颜师古注云：“县之与邑，皆令筑城”。学者多据此认为汉代奉行筑城政策。相关考古发掘、勘查也证明汉代郡、县治所较普遍地的建筑城垣，所有“没有城垣的县治当不会太多”:8—9。
明清被认为是中国封建时代最后一个筑城高潮。组织民众修建城池和养护城濠是当时地方官的主要责任之一。对于明代政府修建城池的盛况，谚语形容为“汉冢、唐塔、朱打圈”:28。

## 礼制和等级
除都城外，按行政区等级，城池可分為一级行政区治所城池（州城、省城），二级行政区治所城池（郡城、府城），三级行政区治所城池（县城、廳城），以及堡城、卫所城池等。一般來說，層級越高，規模也越大，配置的官方建築也不同。上下级的行政区，亦可以同一座城池为治所，是谓治所同城。

### 都城等级
中国历史上的都城的城池规划经历了由“双城制”到“三城制”的转变：二里头遗址以及同时期的偃师商城遗址奠定了早期都城以宫城为中心、宫城在城中“择中而立”、宫城包含宗庙和宫殿的等一系列范式，通常由宫城和内城构成，而北魏洛阳城则演变出包括宫城、内城、外城的三城制，为后来的历朝历代所沿袭。

## 必要基础设施
在中国封建时代建立一座标准的城池，一般必须具备城隍庙、文庙、武庙、火神庙、财神庙者五大建筑；在个别的县城里，不建火神庙，而建设泰山庙；在一些盛行妈祖信仰的地区还会建有天后宫。

### 城牆
城牆是城市的主要防禦線，也界定出城市的範圍。材料大多就地取材，初期以竹、木柵為主；發展到一定程度後，改為土石或磚等材料為牆。
- 雉堞：女牆上的磚砌凹凸小牆，中央有射孔。
- 女牆：外牆垣上及腰的矮牆。
- 外牆垣：城外側的牆垣。
- 馬道：城牆上的表面鋪磚。
- 中腹填土：內、外牆垣之間的填土。
- 內牆垣：城內側的牆垣。
- 水關：排水用。

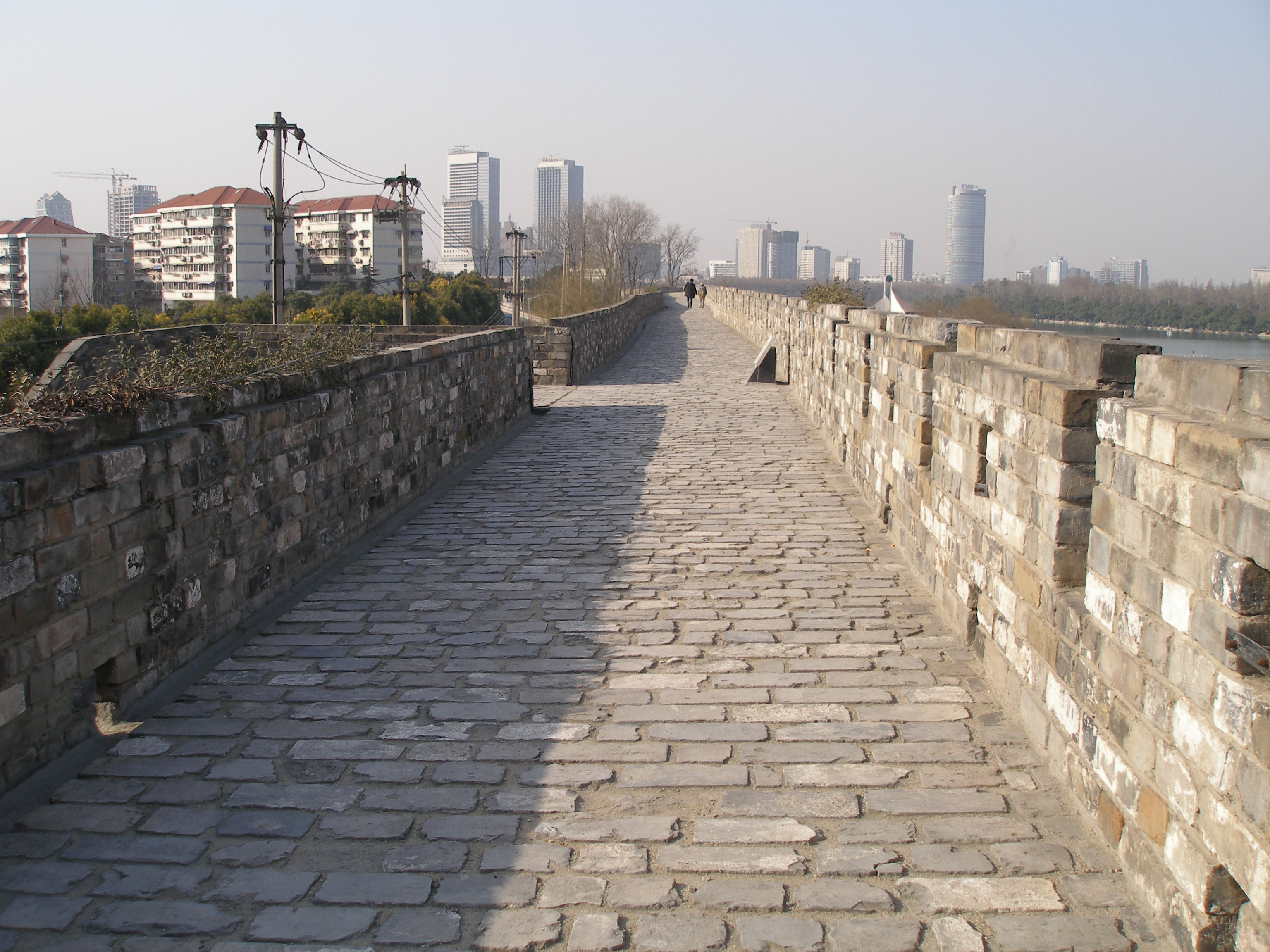
南京城牆
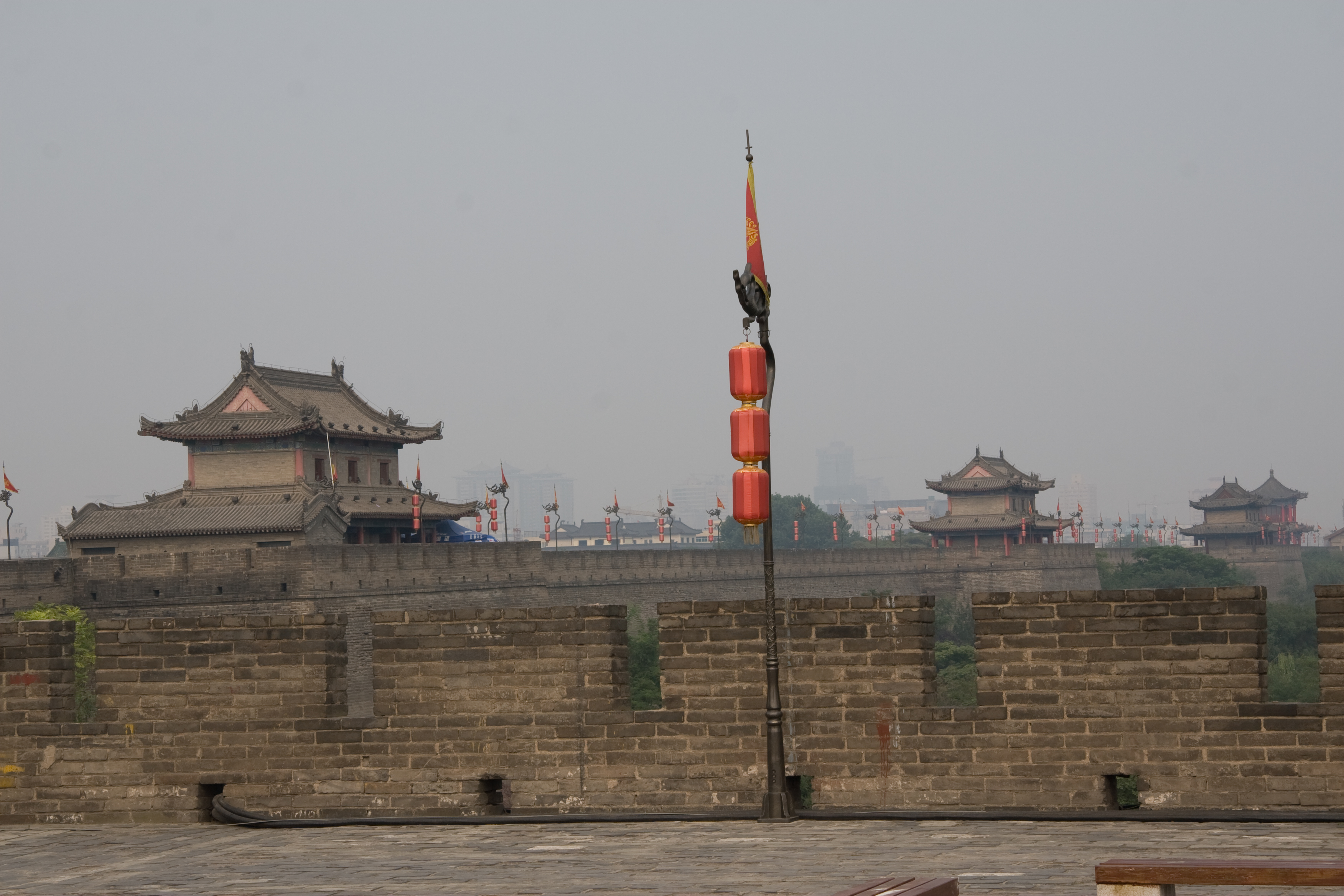
西安城牆
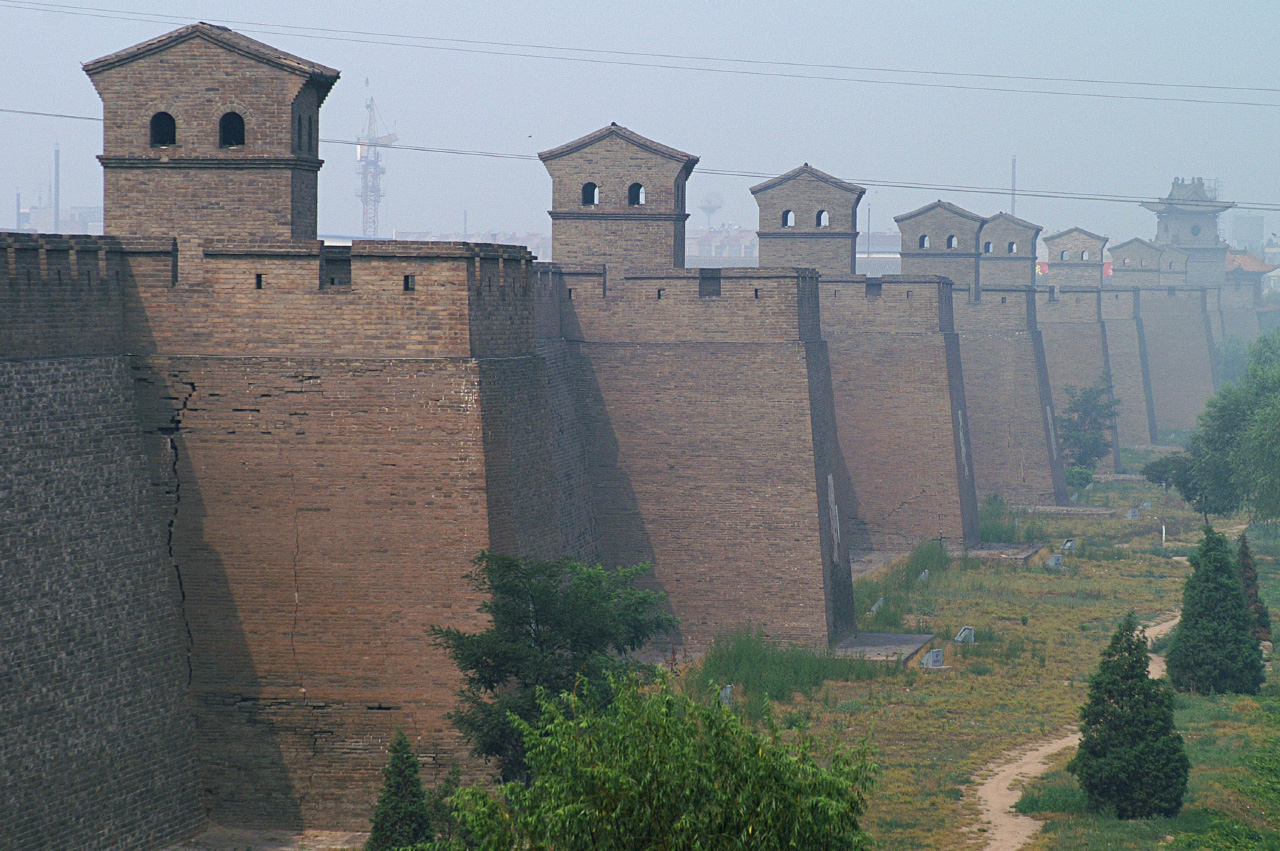
平遙城牆
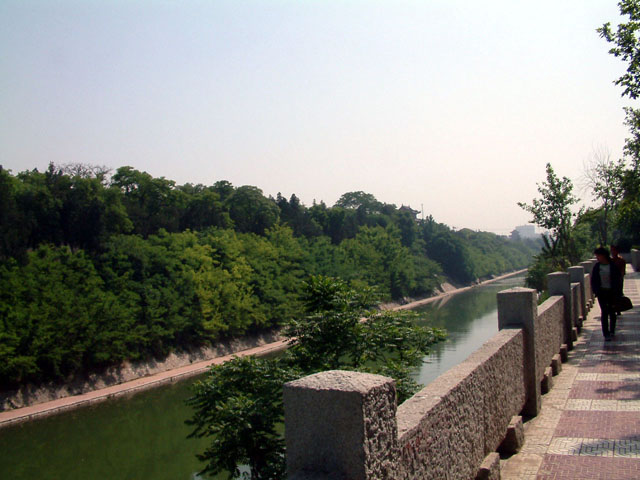
西安護城河

### 城門
城池的城門數量由行政層級或規模決定。通常府城有8門，縣城開4門。通常分置於東、西、南、北四方。
- 城門樓：城門座上的城樓，可分為樓閣式和碉堡式。
- 城門座：城門樓的底座。
- 城門洞：出入城門的孔道。
- 甕城：圈繞城門外的一道城牆，又稱為「月城」。

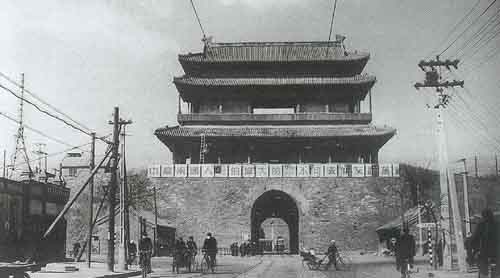
北京西直門，1953年
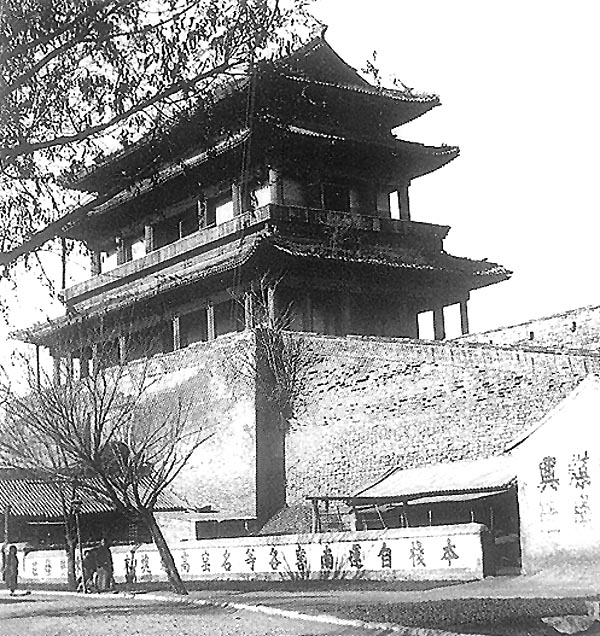
北京阜成門，1930年
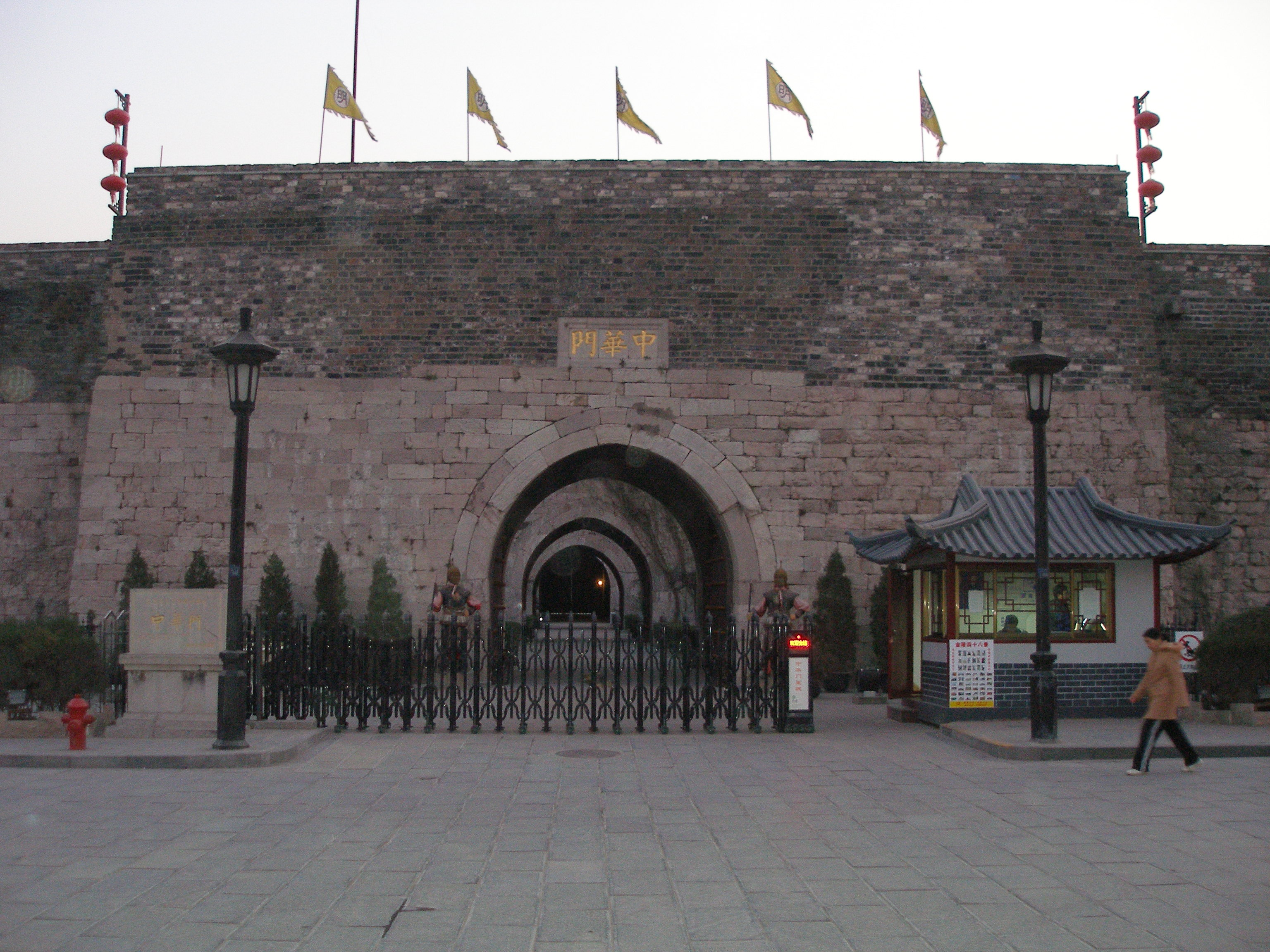
南京中華門
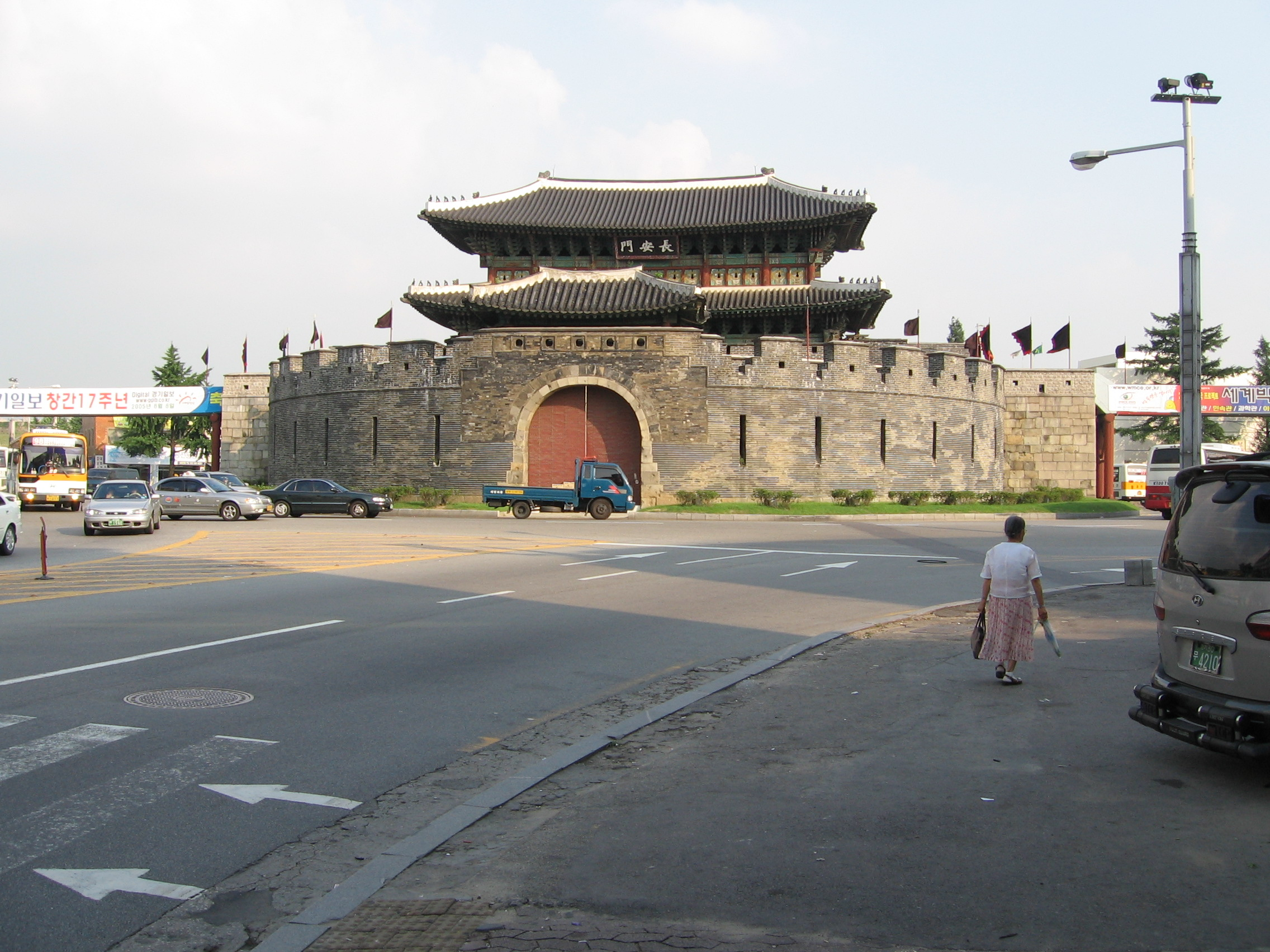
水原北門甕城

### 砲台
城池通常在城牆的險要處或轉角處設置砲台，增加防衛性。
- 砲孔：女牆上留的大型射孔，方便砲筒伸出。
- 砲位：放置大砲的地坪。

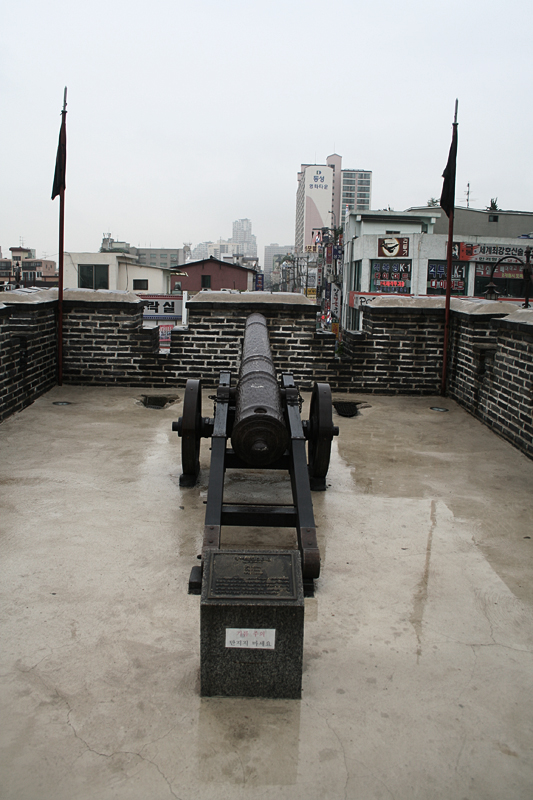
水原華城砲台
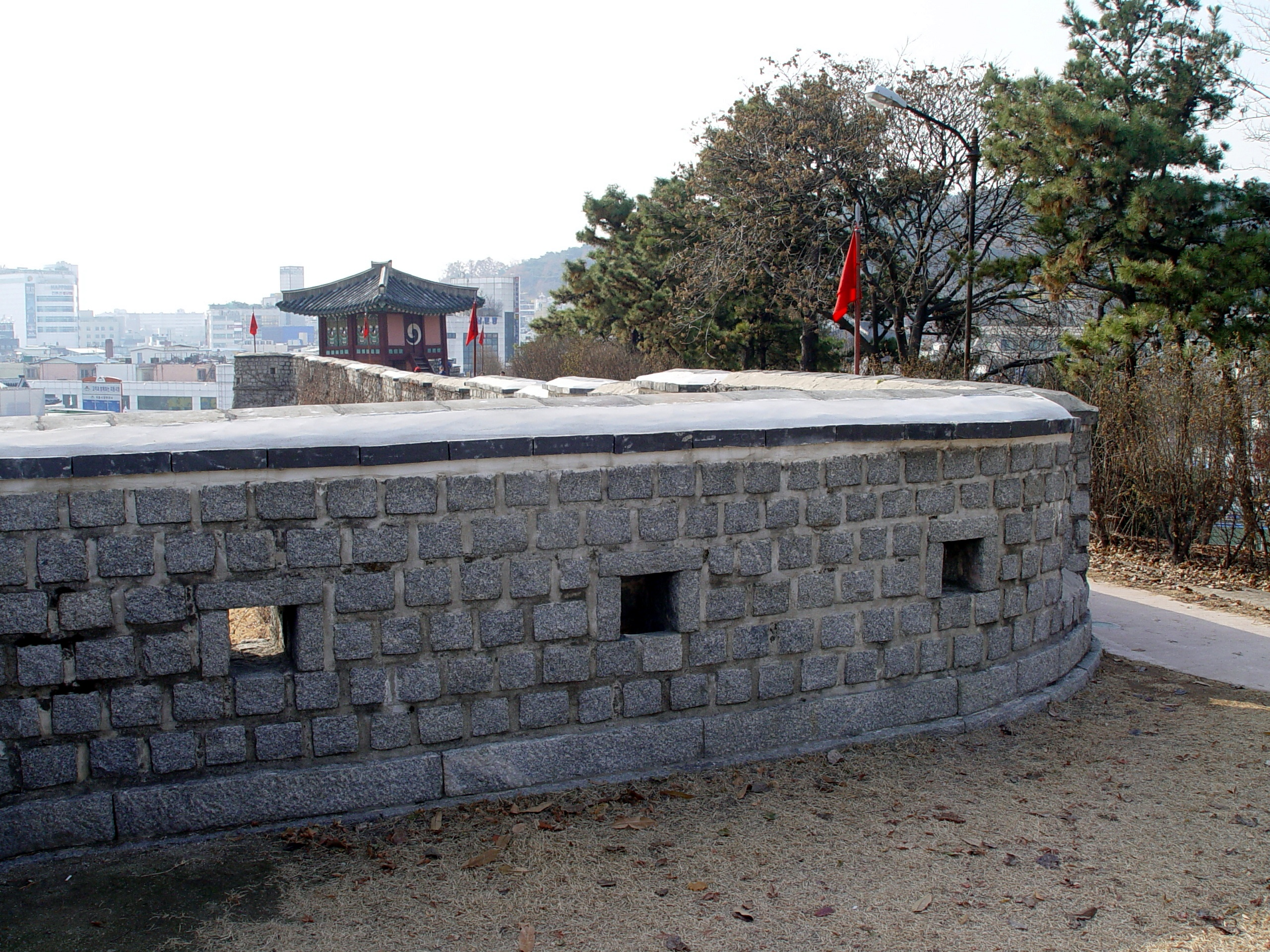
砲孔
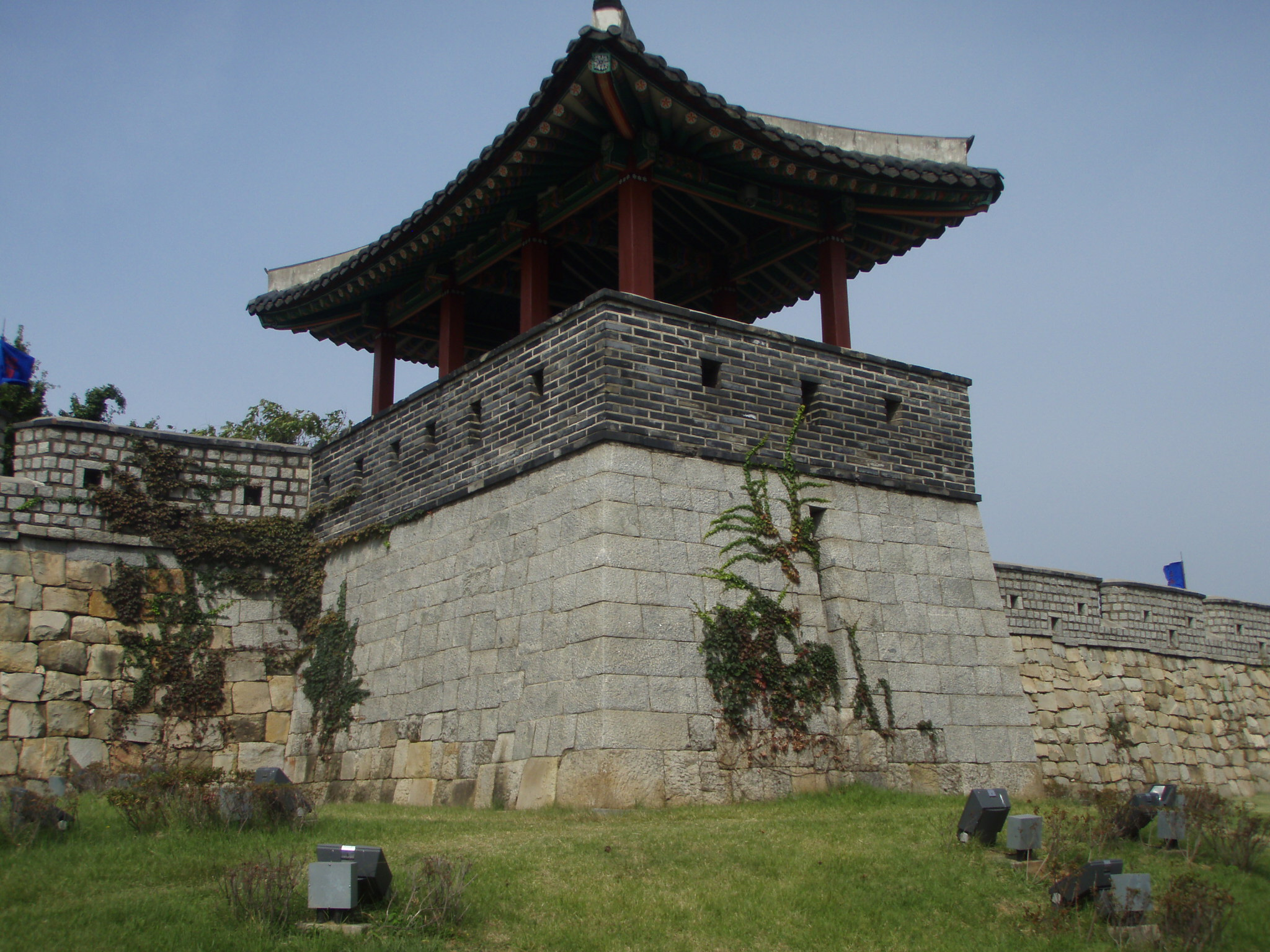
帶頂式砲台

### 城內街道與設施
城內的基本設施與建設有官衙、市街、廟宇、學校、農田等。城內道路以聯繫各向城門的街道為主。
- 衙署：城市行政管理與軍事守備的官方機構。
- 書院：城市的文教設施。
- 文廟：祭祀文昌帝君或孔子的廟宇。
- 武廟：祭祀關公或岳飛的廟宇。
- 城隍廟：祭祀城隍爺（城市的守護神）的廟宇。
- 天后宮：祭祀媽祖的廟宇。
- 土地廟：祭祀土地公的廟宇。
- 北帝廟：祭祀玄天上帝的廟宇。
- 東嶽廟：祭祀東嶽大帝的廟宇。
- 井：城內官員、居民取水用。

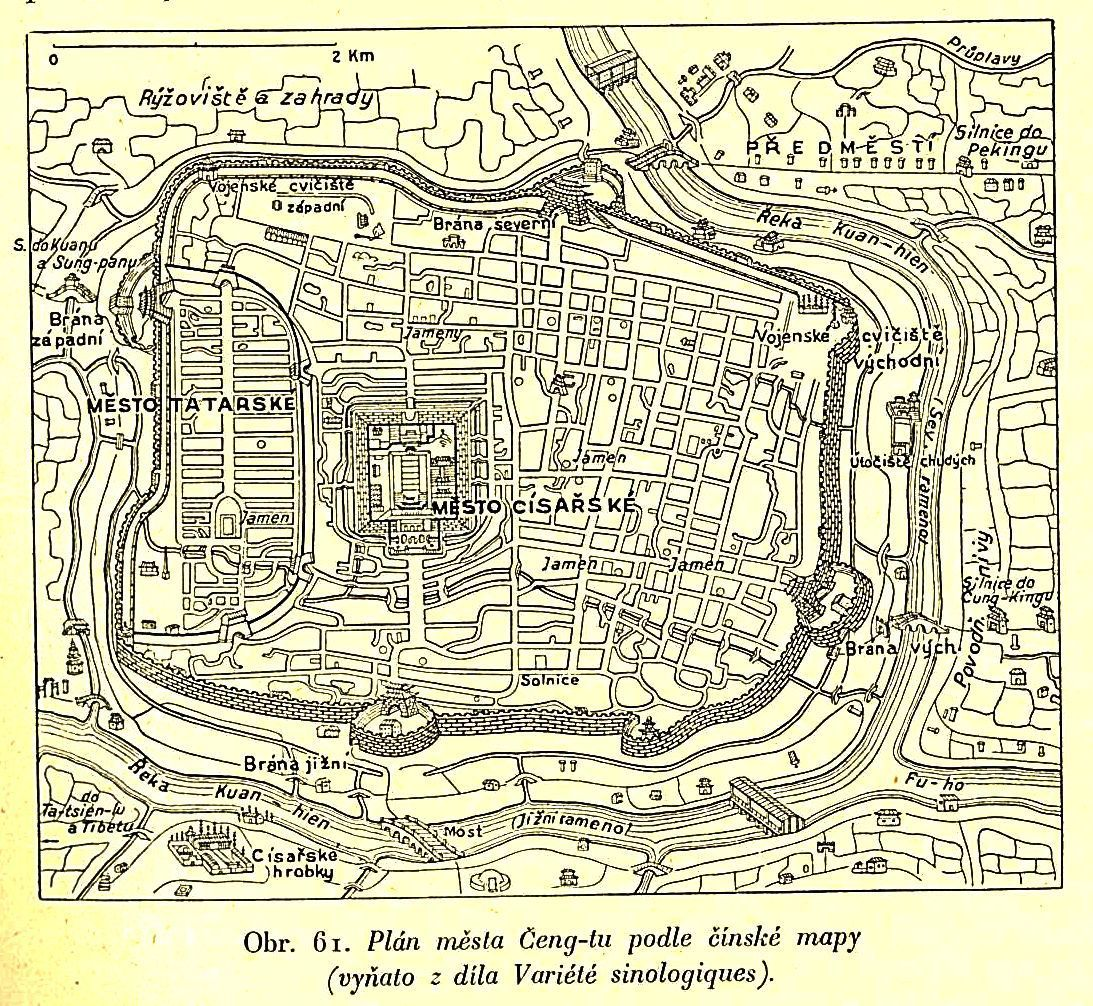
成都市街圖
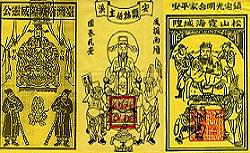
城隍
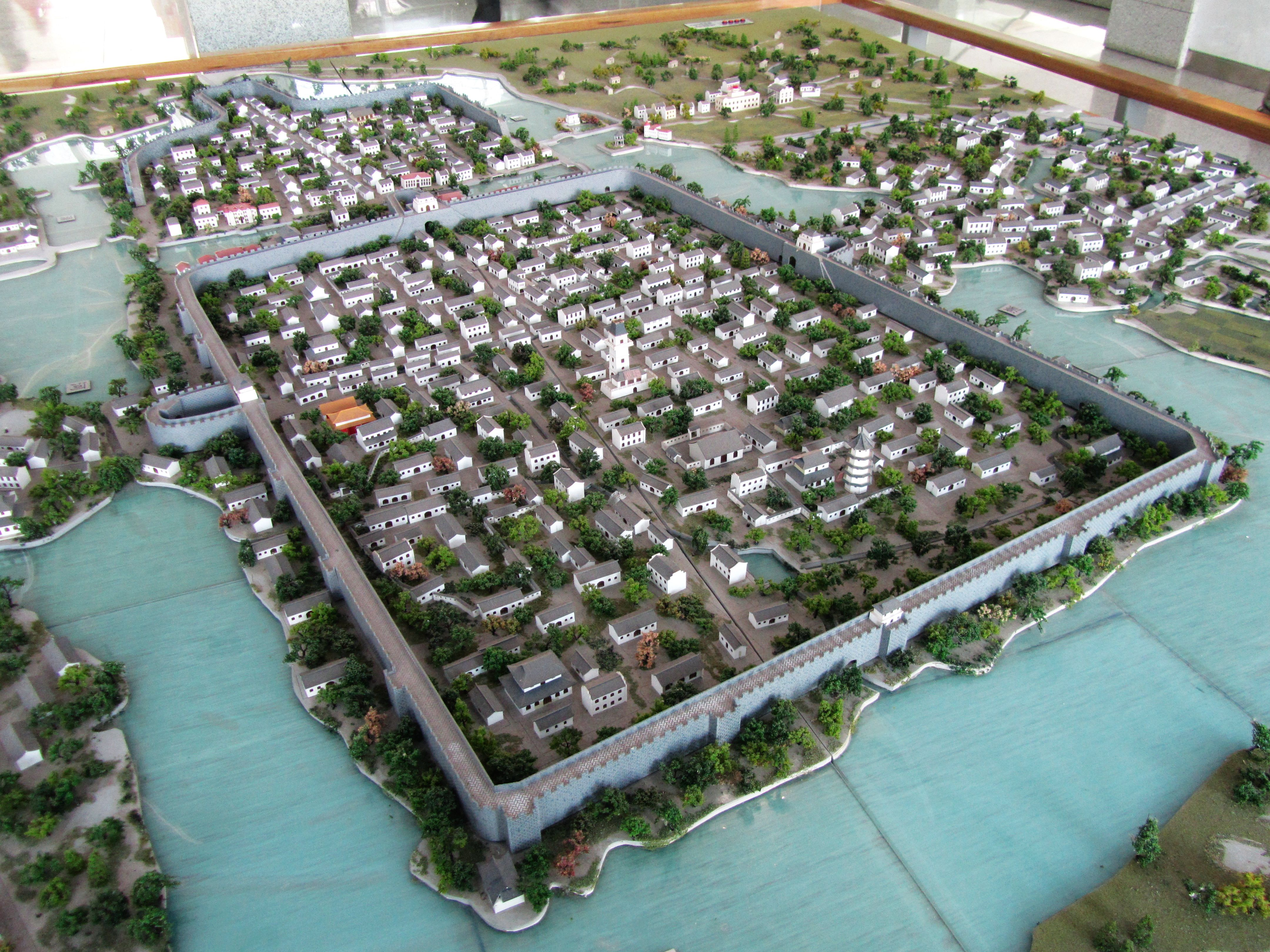
古南通城模型

## 破坏和保护
由于城池往往处于城市中心，與近代的都市計畫衝突很大，因此多被拆除。目前绝大多数，多僅存斷垣殘壁，或孤立的城門可供憑弔。但也处在保存较为良好的古城墙遗迹，譬如山西的平遥古城、北京的紫禁城保留了包括城墙、护城河、古建筑在内的较为完整的城市风貌，江苏南京、陕西西安、浙江临海等地保留了完整的城墙，还有江苏苏州、浙江嘉兴的护城河作为大运河的一部分而保存了下来。
历史上，东亚各地的古城墙由于各种原因被拆除。
在中国大陆地区，有的因为战争因素，例如温州，在第二次世界大战中为便于空袭中疏散人群当局下令拆除城郭；有的因为城市规划原因，例如北京，而改造旧城并拆除城墙；再有，文化大革命的破四旧以及近年来的房地产开发拆迁，都破坏了许多中国大陆的古城遗迹。有许多古城的拆除至今仍受争议。80年代以来，又有不少城市为彰显城市文化而重修古城遗迹，例如平遥、凤阳等地。2014年，“明清城墙”联合申遗办公室揭牌，申遗也推动城墙的保护工作，南京市还对城墙立法保护。虽然如此，但中国大陆95%的城墙已经因为城市化而损坏殆尽，能参加申遗者凤毛麟角。
而在台灣，有左營舊城的南門和西門、屏東市的阿猴城門（阿緱城門）、屏東縣的恆春縣城、台北府城北門、台南府城的兌悅門等，都被列入國定古蹟并受到法律保护。

## 統計
| 城市 | 行省 | 面積 (公頃) |
| ---- | ---- | ----------- |
| 京師 | 直隸 | 6,320       |
| 江寧 | 江蘇 | 4,055       |
| 蘇州 | 江蘇 | 1,480       |
| 開封 | 河南 | 1,290       |
| 杭州 | 浙江 | 1,280       |
| 西安 | 陝西 | 1,200       |
| 成都 | 四川 | 1,150       |
| 太原 | 山西 | 840         |
| 武昌 | 湖北 | 635         |
| 廣州 | 廣東 | 520         |
| 濟南 | 山東 | 510         |
| 福州 | 福建 | 505         |
| 長沙 | 湖南 | 415         |
| 南昌 | 江西 | 395         |
| 保定 | 直隸 | 325         |
| 昆明 | 雲南 | 320         |
| 蘭州 | 甘肅 | 270         |
| 安慶 | 安徽 | 260         |
| 桂林 | 廣西 | 235         |
| 貴陽 | 貴州 | 225         |

## 延伸阅读
[在维基数据编辑]
 《欽定古今圖書集成·經濟彙編·考工典·城池部》，出自陈梦雷《古今圖書集成》